# Isola San Macario
L'isola San Macario è un'isola dell'Italia, in Sardegna.
Amministrativamente appartiene a Pula, comune italiano della città metropolitana di Cagliari.

## Descrizione
L'isola, a poche centinaia di metri dalla punta di Santa Vittoria di Pula, conserva una torre, la Torre di San Macario costruita dagli spagnoli alla fine del ‘500 per contrastare le incursioni dei pirati saraceni, i ruderi del monastero bizantino dedicato a San Macario, quelli di una chiesetta e i resti di un’antica tonnara.